# جاك هايوارد
جاك هايوارد (بالإنجليزية: Jack Hayward)‏ هو عالم سياسة بريطاني، ولد في 18 أغسطس 1931، وتوفي في 8 ديسمبر 2017.